# Martin Devaney
Martin Devaney (Cheltenham, Inglaterra, 1 de junio de 1980) es un exfutbolista y entrenador inglés. Es segundo entrenador en el Barnsley desde 2022.
Como futbolista, jugaba de centrocampista.

## Clubes

### Como jugador
| Club                   | País       | Año       |
| ---------------------- | ---------- | --------- |
| Cheltenham Town        | Inglaterra | 1999-2005 |
| Watford FC             | Inglaterra | 2005      |
| Barnsley FC            | Inglaterra | 2005-2009 |
| Milton Keynes Dons     | Inglaterra | 2009-2010 |
| Barnsley FC            | Inglaterra | 2010      |
| Walsall FC             | Inglaterra | 2010      |
| Barnsley FC            | Inglaterra | 2011      |
| Tranmere Rovers        | Inglaterra | 2011-2012 |
| Kidderminster Harriers | Inglaterra | 2013      |
| Hyde                   | Inglaterra | 2013-2014 |
| Worcester City         | Inglaterra | 2014      |

### Como entrenador
| Club                                | País       | Año           |
| ----------------------------------- | ---------- | ------------- |
| Barnsley FC U21(segundo entrenador) | Inglaterra | 2015-2022     |
| Barnsley FC(entrenador interino)    | Inglaterra | 2022          |
| Barnsley FC(segundo entrenador)     | Inglaterra | 2022-presente |